# Sant’Omobono (Rom)

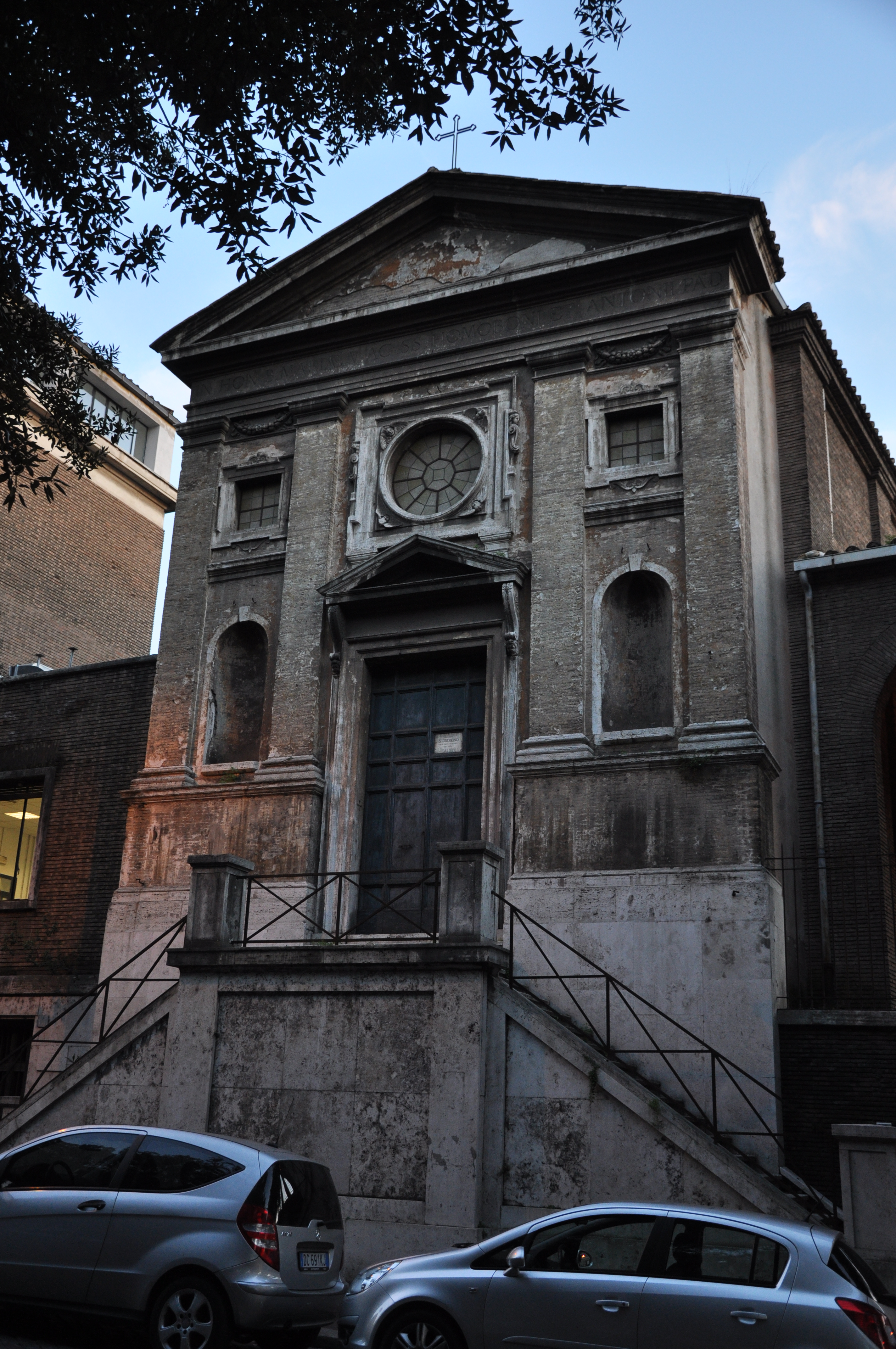
Portal der Kirche Sant’Omobono (Nordseite)

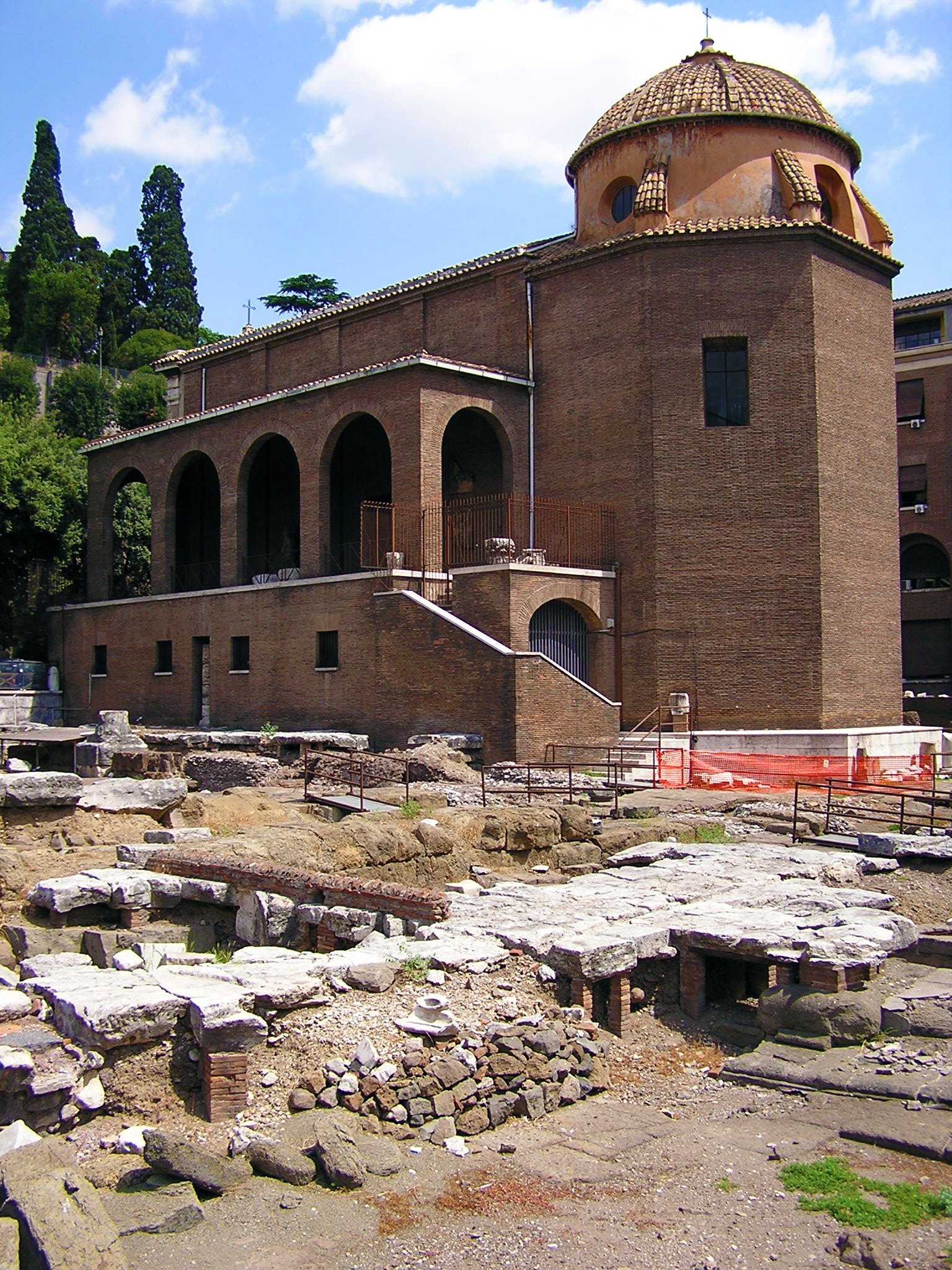
Area sacra di Sant’Omobono vor der Kirche (Südwestansicht)

Die Kirche Sant’Omobono liegt am Kapitolinischen Hügel in der Rione Ripa in Rom.
Die Vorgängerkirche San Salvatore in Portico aus dem 4. Jahrhundert wurde ab dem 15. Jahrhundert umgebaut und 1574 nach dem Verkauf an die Università dei Sartori (Zunft der Schneider) fertiggestellt und dem hl. Homobonus von Cremona, dem Schutzpatron der Schneider, geweiht.
Nach ihr wurde die Ausgrabungsstätte Area sacra di Sant’Omobono benannt, die die Kirche umgibt.